# Harriet Hammond
Harriet Hammond (20 ottobre 1899 – Valley Center, 23 settembre 1991) è stata un'attrice statunitense.

## Filmografia parziale
- Down on the Farm, registi vari (1920)
- L'idolo del villaggio (A Small Town Idol), regia di Mack Sennett e Erle C. Kenton (1921)
- Bits of Life, regia di Marshall Neilan (1921)
- Live and Let Live, regia di Christy Cabanne (1921)
- The Golden Gift, regia di Maxwell Karger (1922)
- Confidence, regia di Harry A. Pollard (1922)
- Leap Year, regia di Roscoe Arbuckle e James Cruze (1924)
- Soft Shoes, regia di Lloyd Ingraham (1925)
- The Midshipman, regia di Christy Cabanne (1925)
- Il trionfo dell'onestà (Man and Maid), regia di Victor Schertzinger (1925)
- The Man from Red Gulch, regia di Edmund Mortimer (1925)
- Driftin' Thru, regia di Scott R. Dunlap (1926)
- The Seventh Bandit, regia di Scott R. Dunlap (1926)
- Queen of the Chorus, regia di Charles J. Hunt (1928)